# QSO B0605+480
QSO B0605+480 是一個位在御夫座 的類星體。

## 外部連結
- Simbad
- www.jb.man.ac.uk/atlas/（页面存档备份，存于）